# 17826 Normanwisdom
17826 Normanwisdom (1998 GK10) là một tiểu hành tinh vành đai chính undiscovered until 3 tháng 4 năm 1998 bởi J. Broughton ở Reedy Creek Observatory.